# David Enskog
David Enskog (né le 22 avril 1884 à Västra Ämtervik, Sunne et décédé le 1er juin 1947 à Stockholm) était un mathématicien suédois. Enskog a fait progresser la théorie cinétique des gaz en résolvant l'équation de Boltzmann.

## Biographie
Après des études de premier cycle à l'université d'Uppsala il a reçu une licence de physique en 1911, en travaillant sur les problèmes de diffusion dans les gaz avec le professeur Gustaf Granqvist, qui était un expérimentateur. Enskog ne souhaitant pas continuer dans le domaine expérimental, il entame son Ph.D. en 1913 avec le professeur Carl Wilhelm Oseen. Afin d'assurer sa subsistance il travaille comme professeur de lycée en mathématiques et en physique tout en continuant sa recherche durant son temps libre. En 1917, il soutient sa thèse sur la théorie cinétique des gaz à Uppsala. Celle-ci étant considérée comme obscure et difficile à saisir, il reçoit une appréciation assez médiocre qui ne lui permet pas de continuer une carrière universitaire.
Enskog continue à travailler comme professeur de lycée, mais il contacte Sydney Chapman, qui a travaillé sur les mêmes problèmes que lui. Dans les années 1920 la contribution d'Enskog à la théorie cinétique des gaz est reconnue. En 1929, il essaie de faire un retour dans le monde universitaire en posant sa candidature à deux postes à Stockholm, l'un en mécanique et en physique mathématique au Stockholm University College et un en mathématiques et mécanique à l'Institut royal de technologie (KTH). Enskog n'a pas obtenu le poste de professeur à l'University College, et le comité de sélection à KTH est divisé, penchant pour la candidature de Hilding Faxén jusqu'à ce que Chapman, lors d'une visite en Suède, exprime son soutien à Enskog. Celui-ci est enfin nommé professeur à KTH le 12 décembre 1930. Durant sa carrière ultérieure, Enskog s'est consacré à l'enseignement et publié seulement quelques travaux sur les gaz denses.
Les travaux de Chapman et les théories de Enskog sont devenues connues sous le nom de méthode de Chapman-Enskog pour la résolution de l'équation de Boltzmann. Cette appellation est proposée dans un livre devenu classique publié en 1939, écrit par Sydney Chapman et Thomas Cowling et dédié à David Enskog.
En outre la reconnaissance du travail de Enskog est venu en 1945, quand le rapport Smyth sur le projet américain d'armes atomiques a été publié. Chapman et Enskog ont été cités comme les découvreurs de la diffusion thermique utilisée pour l'enrichissement de l'uranium, qui était l'une des méthodes utilisées pour les premières armes nucléaires. Enskog est le seul scientifique suédois mentionné dans ce rapport.
Enskog a été élu à l'Académie royale des sciences de l'ingénieur de Suède en 1941, et enfin à la Académie royale des sciences de Suède le 28 mai 1947, quelques jours seulement avant sa mort.